# Djamel Amani
Djamel Amani (en árabe: أماني جمال‎; Larbaâ, Argelia, 17 de junio de 1962) es un exfutbolista y dirigente deportivo de Argelia que jugaba en la posición de centrocampista y que desde 2013 es el presidente del RC Arbaa.

## Carrera

### Club
| Periodo   | Club             |
| --------- | ---------------- |
| 1980-1983 | RC Arbaâ         |
| 1983-1987 | CR Belouizdad    |
| 1987-1988 | USM Alger        |
| 1988-1989 | Royal Antwerp FC |
| 1990-1995 | Aydınspor        |

### Selección nacional
Debutó con Argelia el 23 de agosto de 1986 en el empate 2-2 ante Malasia en un partido amistoso en Malasia. Su primer gol internacional lo anotó el 11 de diciembre de 1986 en la victoria por 2-1 ante Costa de Marfil en un partido amistoso en Mascara. Ganó la Copa Africana de Naciones 1990 donde fue seleccionado en el equipo ideal del torneo.
Su último partido internacional lo jugó el 17 de diciembre de 1990 en la victoria por 1-0 ante Senegal en Constantine, Argelia.

## Logros

### Selección nacional
- Copa Africana de Naciones (1): 1990

### Individual
- Equipo Ideal de la Copa Africana de Naciones 1990.